# Borstmyrfågel
För fågelarten Rhegmatorhina melanosticta, se perukmyrfågel.
Borstmyrfågel (Phlegopsis borbae) är en fågel i familjen myrfåglar inom ordningen tättingar.

## Utbredning och systematik
Fågeln förekommer i södra centrala delen av brasilianska Amazonområdet (mellan floderna Madeira och Tapajós, och söderut till floden Aripuanã). Den behandlas som monotypisk, det vill säga att den inte delas in i några underarter.

## Status
IUCN kategoriserar arten som livskraftig.